# Autoadhesivo
Se denomina autoadhesivo a un objeto que lleva incorporado pegamento o adhesivo en una de sus caras o en ambas para poder adherirlo a una superficie.

## Usos más comunes
Es utilizada en objetos como cintas, parches o etiquetas de distintas formas y tamaños.

### Cintas autoadhesivas
- Cinta aislante, comúnmente utilizada para aislar conductores de electricidad.
- Cinta para primeros auxilios, como esparadrapo o tiritas,
- Cinta de embalar, como celo o cinta americana
- Cinta para enmascarar o para cubrir, como cinta de carrocero (también llamada cinta de pintor), es una cinta de papel con adhesiva empleada para proteger y preservar zonas que no se desean decorar, pintar, manchar, etc. Tiene la ventaja que al retirarla no suele levantar la pintura.
- Cinta de doble cara, para unir dos superficies entre sí.

### Etiquetas adhesivas
- Sellos u otros tipos de etiquetas.
- Etiquetas RFID

- Datos: Q5712372